# Kanton Saintes-Maries-de-la-Mer
Der Kanton Saintes-Maries-de-la-Mer war bis 2015 ein französischer Wahlkreis im Arrondissement Arles, im Département Bouches-du-Rhône und in der Region Provence-Alpes-Côte d’Azur. Die landesweiten Änderungen in der Zusammensetzung der Kantone brachten im März 2015 seine Auflösung.
Der Wahlkreis im Mündungsdelta der Rhône umfasste nur die Gemeinde Saintes-Maries-de-la-Mer in der Camargue. Er hatte 2495 Einwohner (Stand: 2012).